# Dorsifulcrum zebrina
Dorsifulcrum zebrina är en fjärilsart som beskrevs av W. Warren 1902. Dorsifulcrum zebrina ingår i släktet Dorsifulcrum och familjen mätare. Inga underarter finns listade i Catalogue of Life.